# МакМърдо – Южен полюс (шосе)
Шосе МакМърдо (на английски: McMurdo-South Pole highway) е шосе в Антарктида дълго 1450 km.
Свързва американската база Макмърдо, намираща се на брега на Източна Антарктида, с базата Амундсен-Скот, която се намира на Южния полюс.
Магистралата е построена чрез изравняване на снега и запълване на цепнатините без да е слагана настилка. Пътуването до Южния полюс отнема 10 дни с верижни машини. Типичният състав за превозване на персонал се състои от влекач и жилищни вагончета на ски. Във вагончето има тоалетна и спални места.